# Heilig-Geist-Kirche
Heilig-Geist-Kirche är en romersk-katolsk kyrkobyggnad i München i södra Tyskland. Dess äldsta delar härstammar från 1271. Mellan 1724 och 1730 företogs en ombyggnad under ledning av Johann Georg Ettenhofer och bröderna Cosmas Damian och Egid Quirin Asam. Kyrkan förlänades då med en barockdräkt.